# Ursula Schumacher
Ursula Schumacher (geb. Lievenbrück) (* 1979) ist eine römisch-katholische Theologin und Professorin für Dogmatik an der Theologischen Fakultät der Universität Luzern.

## Leben
Schumacher studierte Katholische Theologie, Hispanistik und Pädagogik an der Ruhr-Universität Bochum und in San Cristóbal de La Laguna. 2003 bestand sie ihr Erstes Staatsexamen für das Lehramt mit der Arbeit Welche Rationalität verlangt der Dialog der Religionen? Zum Vernunftsoptimismus im Liber gentilis des Raymundus Lullus, für das sie mit dem Universitätspreis der Ruhr-Universität ausgezeichnet wurde. 2006 schloss sie dann ihr Theologiestudium ab und promovierte anschließend in diesem Studienfach an den Universitäten Bochum und Augsburg. Unter Wendelin Knoch war Schumacher 2007 wissenschaftliche Mitarbeiterin am Lehrstuhl für Dogmatik der Katholisch-Theologischen Fakultät Bochum und von 2007 bis 2015 unter Thomas Marschner am Lehrstuhl für Dogmatik der Katholisch-Theologischen Fakultät Augsburg. Für ihre Dissertation Zwischen donum supernaturale und Selbstmitteilung Gottes. Die Entwicklung des systematischen Gnadentraktats im 20. Jahrhundert erhielt sie 2014 den Albertus-Magnus-Preis der Universität Augsburg. Von 2013 bis 2015 übernahm sie den Vorbereitungsdienst für das Lehramt an Gymnasien und Gesamtschulen und schloss 2015 das Zweite Staatsexamen für das Lehramt Katholische Religionslehre und Spanisch ab. Von 2016 bis 2018 war Schumacher Lehrbeauftragte im Fach Dogmatik an der Theologischen Fakultät der Universität Fribourg und wissenschaftliche Mitarbeiterin an der Pädagogischen Hochschule Fribourg, sowie von 2016 bis 2017 Referentin für kirchliche Bildungsarbeit. Von 2018 bis 2022 Professorin für Katholische Theologie und Religionspädagogik an der Pädagogischen Hochschule Karlsruhe, wo sie stellvertretende Institutsleiterin war, wechselte sie im August 2022 an die Theologische Fakultät der Universität Luzern, wo sie den Lehrstuhl für Dogmatik übernahm. Ihr Forschungsschwerpunkte sind unter anderem im Bereich der Gnadenlehre und der Theologiegeschichte des 19. und 20. Jahrhunderts.

## Publikationen (Auswahl)
- Zwischen donum supernaturale und Selbstmitteilung Gottes. Die Entwicklung des systematischen Gnadentraktats im 20. Jahrhundert. Münster 2014. ISBN 978-3-402-11890-0
- Wachsende Zustimmung und offene Fragen. Freiburg im Breisgau : Herder  2019, 1. Auflage
- Karl Rahner und die Bibel. München : Verlag Herder, 2022, 1. Auflage
- Religiöse Erfahrung. Freiburg : Verlag Herder, 2023, 1. Auflage
- (als Hg.): Abbrüche – Umbrüche – Aufbrüche. Gesellschaftlicher Wandel als Herausforderung für Glaube und Kirche. Münster 2019. ISBN 978-3-402-12040-8

## Veröffentlichungen
- Ursula Schumacher schrieb einige Artikel für das Biographisch-Bibliographische Kirchenlexikon (BBKL).